# سول جنوبي
السول الجنوبي هو نوع من موسيقى السول ظهر في جنوب الولايات المتحدة. بدأ كخليط من عدة أنواع مثل البلوز، الكانتري، الروك أند رول المبكر، وتأثيرات غوسبل قوية اتبثقت من موسيقى الكنائس السوداء الجنوبية. لم تركز الموسيقى على كلماتها بل ركزت على إحساسها وإيقاعها، وقد جعلتها هذه القوة الإيقاعية تأثيرا قويا في ظهور موسيقى الفانك. استعملت مصطلحات «سول عميق» «سول الكانتري»، «داونهوم سول» و «هارد سول» بترادف مع «سول جنوبي».ص. 18

## وصلات خارجية
- دليل أولميوزك للآر أند بي
- Blues Critic موقع إلكتروني مخصص لموسيقى السول الجنوبي، الريثم أند بلوز، والسول بلوز
- أفضل 30 ألبوم سول جنوبي/آر أند بي شهريا
- SouthernSoulRnB.com – دليل مفصل لموسيقى السول الجنوبي اليوم ل«دادي بي. نايس»
- Getbluesinfo.com – قناة سول جنوبي/بلوز
- CarolinaSoul.Org
- beachmusic45.com - موقع لموسيقى بيتش سول جنوبية